# واندراستراک (عطر)
واندراستراک (انگلیسی: Wonderstruck) یک عطر زنانه از الیزابت آردن، آی‌ان‌سی. است که برای خواننده-ترانه‌‎سرای آمریکایی تیلور سوئیفت ساخته شده‌است، عطر با ترانه سوئیفت «جادوشده» از سومین آلبوم استودیویی‌اش حالا صحبت کن (۲۰۱۰) هم‌نام است. محصول در ۲۱ اکتبر ۲۰۱۱ در ایالات متحده منتشر شد.